# Epthianura
Genre
Epthianura est un genre de passereau qui comprend 4 espèces.

## Liste des espèces
Selon la classification de référence (version 2.2, 2009) du Congrès ornithologique international (ordre phylogénique) :
- Epthianura tricolor – Epthianure tricolore
- Epthianura aurifrons – Epthianure orangée
- Epthianura crocea – Epthianure à collier
- Epthianura albifrons – Epthianure à front blanc